# Akie
Akie (あきえ) est un prénom japonais féminin.

## Personnalités
- Akie Abe, épouse du Premier ministre japonais Shinzō Abe
- Akie Uegaki, handballeuse japonaise
- Akie Yoshizawa, idole japonaise